# La Flaca (actriz)
Eufrosina García (Ocotlán, Jalisco, México, 1899-Ciudad de México, 15 de junio de 1989), conocida como La Flaca, fue una actriz y comediante mexicana. 

## Biografía y carrera
Ella labró una discreta pero tesonera trayectoria profesional de los años veinte a finales de los setenta. Por ello, el guionista y escritor humorístico Marco Antonio Flota la definió como "La Fidel Velázquez de las cómicas", en alusión a la longevidad del desaparecido líder de la Confederación de Trabajadores de México (CTM).
Nacida en 1899 en Ocotlán, Jalisco, comenzó a trabajar en los teatrillos de Guadalajara, México en 1925. En 1926 intervino en la cinta muda Del rancho a la capital, de Eduardo Urriola, filmada en Guadalajara y la Cd. de México, y en 1928 en Sol de gloria, de Guillermo Calles, señalada por ella como su debut en el cine.
En septiembre de 1932 con el sobrenombre de "La Flaca," actuó en la revista La semana de renuncias, montada en el Teatro Garibaldi. La pieza, escrita por Alfonso Brito, aludía a la dimisión de Pascual Ortiz Rubio, el segundo de los presidentes impuestos por Plutarco Elías Calles.
A mediados de esa época hizo pareja en el salón Mayab con Mauro Jiménez presentados como "El gordo y la Flaca", en obvia referencia a la célebre pareja cinematográfica de Stan Laurel y Oliver Hardy.
En ese mismo foro presentó rutinas de doble sentido. Una de éstas la recuerda Pedro Granados en "Carpas de México" (1984): "Hicieron un número donde fingen estar en la galería de un cine. Ella lleva en la mano un cucurucho de pepitas de calabaza, burros y garbanzos."
Eufrosina García también hizo mancuerna con Mario García "Harapos" en el salón Ofelia, donde empezó a ser querida y admirada por los espectadores. "Cuando salía del teatro para dirigirme al Colonial -recordó alguna vez- las personas que se percataban de mi presencia me rodeaban para pedirme autógrafos".
Más adelante incursionó en el cine sonoro con la película Mujer mexicana, (1937). de Ramón Peón. Después interpretó a Chucha en El rosario de Amozoc, (1938), de José Bohr; a una profesora en Hombres del aire, de Gilberto Martínez Solares, y a la criada Felisa en Miente y serás feliz, de Raphael J. Sevilla, ambas filmadas en 1939.
En octubre de 1940 actuó en el Teatro Lírico al frente de la compañía de Alfonso Brito, donde también figuraba el gracioso Ildefonso González Curiel "Don Chicho", el de la "nariz chueca". Un año después fue Mercedes en la cinta Carnaval en el trópico, ópera prima de Carlos Villatoro basada en un argumento de Manuel Medel.
Se presentó varias veces en el Teatro Follies Bergere. En 1942 actuó en compañía de Paco Miller, quien la anunciaba como la estupenda tiple cómica. En 1945 hizo pareja de nueva cuenta, con Mario García "Harapos", y en 1949 formó parte de las huestes del Teatro Río.
Continuó su carrera al interpretar a una vecina chismosa en Entre tu amor y el cielo, (1950), de Emilio Gómez Muriel; de portera que apoya siempre a su inquilino, como doña Manuela en Baile mi rey, (1951), de Roberto Rodríguez; una interna en Cárcel de mujeres, (1951), de Miguel M. Delgado; de sirvienta cómica siempre pidiendo sus derechos sindicales en La muerte enamorada, (1951) de Ernesto Cortázar. Interpreta a la sirvienta metiche que siempre está al tanto de todo, porque su ama es muy despistada en Prefiero a tu papá..! (1952) de Roberto Rodríguez. También actuó como la sirvienta irrespetuosa e irreverente en Del rancho a la televisión, (1952), de Ismael Rodríguez; y fue una ridícula dama emperifollada con acento francés en Se solicitan modelos, (1954), de Chano Urueta, y en 1969 interpreta a la sirvienta cómica en Al fin a solas de Rogelio A. González con César Costa y Rosa María Vázquez.

### Muerte
Fallece un 15 de junio de 1989 a los 89 años de edad.

## Filmografía
- 1969 Al fin a solas
- 1968 5 de chocolate y 1 de fresa ... Monja (no acreditada)
- 1963 El rey del tomate ... Clienta de mercado (no acreditada)
- 1962 La edad de la inocencia ... Portera (no acreditada)
- 1956 El camino de la vida ... Limosnera borrachita
- 1954 Se solicitan modelos ... Señora Silvanito
- 1953 Del rancho a la televisión ... Juana, sirvienta (como Eufrosina García 'La Flaca')
- 1952 Prefiero a tu papá..! ... Queta, sirvienta (como Eufrosina García 'La Flaca')
- 1951 Cuando tú me quieras ... Rosa de Castilla
- 1951 Cárcel de mujeres ... La Chicle
- 1951 El tigre enmascarado ... Soledad (no acreditada)
- 1951 ¡Baile mi rey!...Manuelita (como Eufrosina García 'La Flaca')
- 1951 Arrabalera ... Doña Epifania
- 1951 La muerte enamorada ... María (como Eufrosina García 'La Flaca')
- 1950 El amor no es ciego ... María Candelaria, cómica (no acreditada)
- 1950 Tú, solo tú ... Empleada hotel (como La Flaca)
- 1948 Mi madre adorada (as Eufrosina García 'La Flaca')
- 1944 La vida inútil de Pito Pérez ... Paciente de dentista (no acreditada)
- 1944 ¡Viva mi desgracia! ... 'Judge' in fair
- 1942 Carnaval en el trópico
- 1942 Papá se enreda otra vez (como Eufrosina García 'La Flaca')
- 1941 Amor chinaco
- 1940 La canción del huérfano ... Chole
- 1940 Miente y serás feliz ... Felicia
- 1940 Pobre diablo ... Nicolasa, hija de Panchito (no acreditada)
- 1939 Hombres del aire
- 1939 Los enredos de papá
- 1939 El circo trágico ... La flaca
- 1938 Pescadores de perlas ... Sofía (como Virginia Garcia)
- 1938 El rosario de Amozoc ... Chucha
- 1938 Los bandidos de Río Frío ... Agustina
- 1938 La tierra del mariachi ... Lola, sirvienta (como La flaca)
- 1938 Mujer mexicana
- 1927 Del rancho a la capital